# Hordorf (Oschersleben)
Hordorf ist ein Stadtteil von Oschersleben im Landkreis Börde, Sachsen-Anhalt. Er liegt an der Bode im Landschaftsschutzgebiet „Großes Bruch“.
Der Ort hatte im Jahre 1875 insgesamt 875 Einwohner. Deren Zahl sank bis 1993 auf 824. Heute sind es nur noch 734.

## Geschichte
Der Ort wurde 1152 erstmals urkundlich erwähnt. Die bis dahin selbstständige Gemeinde Hordorf wurde am 1. Januar 1999 in die Stadt Oschersleben eingemeindet. Hordorf wurde 1381 an die Herren von der Asseburg verpfändet. 1755 begann man auf Erlass der preußischen Kriegs- und Domänenkammer Halberstadt mit dem Anbau von Maulbeerplantagen und der damit verbundenen Seidenraupenzucht. Die Plantagen bestanden bis 1809.
Hordorf hatte bis Dezember 2012 einen Haltepunkt an der 1843 eröffneten Strecke Magdeburg–Halberstadt. Hier ereignete sich am 29. Januar 2011 ein Eisenbahnunfall, bei dem ein Güterzug und ein Regionalzug des Harz-Elbe-Express frontal zusammenstießen und dadurch zehn Menschen starben.

## Kulturdenkmale
Der Ortskern ist als Denkmalbereich ausgewiesen. Weiterhin sind die Kirche, das Pfarrhaus, das Bahnhofsgebäude, die Straßenzeile 118–122 (Denkmalbereich) sowie zahlreiche Bauernhöfe und Wohnhäuser als Kulturdenkmale eingestuft.

### Kirche St. Stephanus
Die barocke Kirche wurde 1693–1698 unter Pfarrer Christoph Quenstedt nach Zerstörung des Vorgängerbaus im Dreißigjährigen Krieg erbaut, vom Vorgängerbau blieb der Turm mit Renaissanceportal erhalten. In der DDR verfiel die Kirche immer stärker. Anfang der 1980er Jahre wurde der obere Teil des Turmes abgerissen. Ebenso wurde der Dachstuhl abgerissen, die Orgel von 1747 nach Bad Belzig abgegeben. Erhalten haben sich ein vorreformatorischer Altar, eine Glocke und das Uhrwerk. 2015 gründete sich ein Förderverein zur Rettung des Gotteshauses, die verwilderte Ruine wurde aufgeräumt. Seit Dezember 2017 hat das Kirchenschiff wieder ein Dach, im März 2018 wurden wieder Fenster eingebaut.

## Politik
Die Bürgermeister Hordorfs und ihre Amtszeiten:
- 1810/1811 Jacob Bährecke
- 1812 Roloff
- 1817 Heinrich Bährecke
- 1826 Christoph Wedde
- 1839 Christoph Wedde
- 1846/1850 Heinrich Christoph Bährecke
- 1853 Andreas Lampe
- 1864 Andreas Lampe
- 1876 Ihsecke
- 1886 Andreas Graeger
- 1894 Ihsecke
- 1895 Heinrich Wedde
- 1898 Heinrich Wedde
- 1917 Gustav Nehring
- 1920 Gustav Graeger/Heinrich Miehe
- 1923 Hugo Graeger
- 1924/1926 Heinrich Miehe
- 1931/1945 Hugo Graeger
- 1945/1947 Paul Junig
- 1948 Otto Seile
- 1950/1951 Richard Goedecke
- 1952/1968 Walter Oberlein
- 1968/1978 Inge Hühne
- 1978/1982 Hans Barner
- 1982/1989 Friedrich Michael
- 1989/1990 Carola Keller
- 1990/1998 Günter Schrader
- 1999/2009 Karlheinz Lossin
- seit 2009 Norbert Kurzel

## Wappen
Das Wappen wurde am 19. Januar 1998 durch das Regierungspräsidium Magdeburg genehmigt.
Blasonierung: „In Silber auf vierfach gewölbtem grünen Schildfuß vier schwarze Schilfkolben mit grünen Stengeln und je zwei paarweise angeordneten grünen Blättern.“
Die Farben der Gemeinde sind Grün – Silber (Weiß).